# Novacastria nothofagi
Novacastria nothofagi là một loài bọ cánh cứng trong họ Chrysomelidae. Loài này được Selman & Lowman miêu tả khoa học năm 1983.